# Ashbel P. Willard

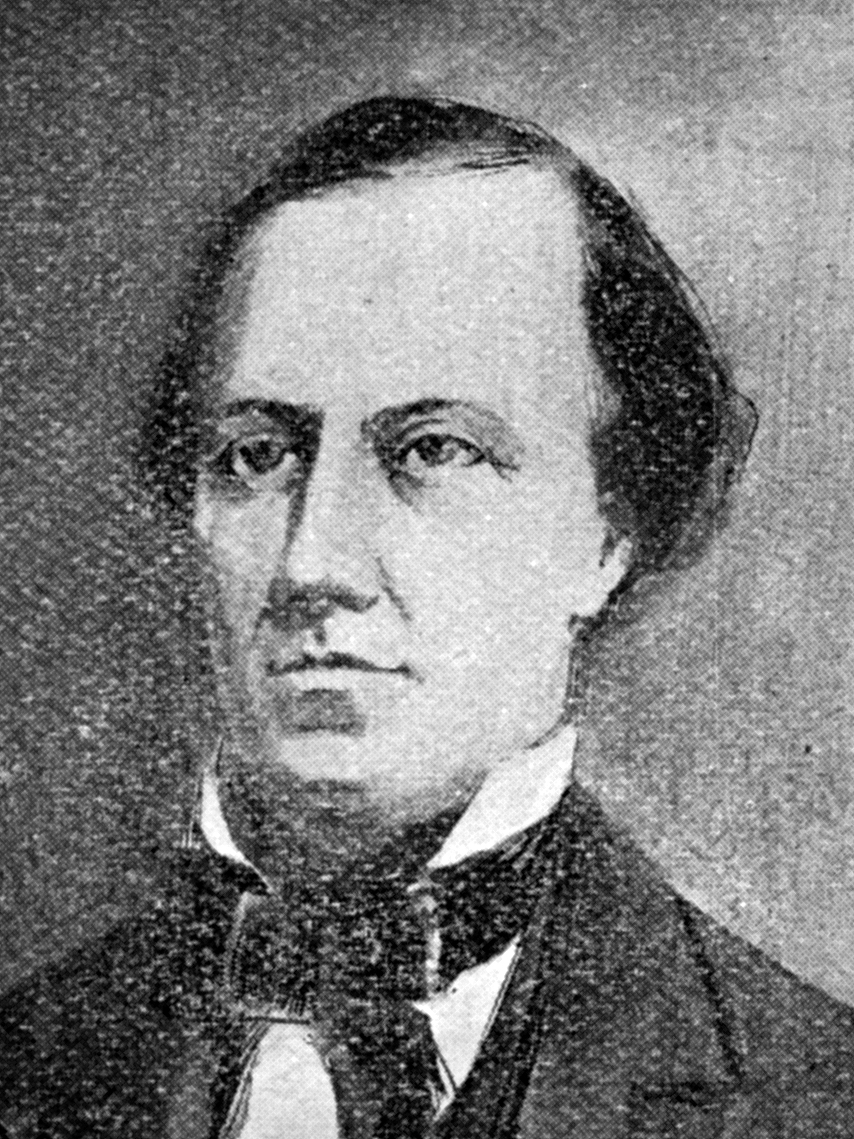
Ashbel P. Willard

Ashbel Parsons Willard (* 20. Oktober 1820 im Oneida County, New York; † 3. Oktober 1860 in Saint Paul, Minnesota) war ein US-amerikanischer Politiker und von 1857 bis 1860 der elfte Gouverneur des Bundesstaates Indiana.

## Frühe Jahre und politischer Aufstieg
Ashbel Willard besuchte bis 1842 das Hamilton College in Clinton und studierte anschließend Jura. Über Michigan, Texas und Kentucky gelangte er schließlich 1844 nach New Albany in Indiana. Zu diesem Zeitpunkt machte er Wahlkampf für den demokratischen Präsidentschaftskandidaten James K. Polk. Willard beschloss sich in New Albany niederzulassen und dort als Anwalt zu praktizieren. Zwischen 1851 und 1852 saß er als Abgeordneter im Repräsentantenhaus von Indiana. Im Jahr 1852 wurde er zum Vizegouverneur des Staates gewählt. Damit war er zwischen 1852 und 1857 der Stellvertreter von Gouverneur Joseph A. Wright. 1856 übernahm Willard dann dessen Amt, nachdem er die Wahl gegen Oliver P. Morton, den Kandidaten der Know-Nothing Party, mit 51,3 Prozent der Stimmen gewonnen hatte.

## Gouverneur von Indiana
Willard trat sein neues Amt am 12. Januar 1857 an. Seine Amtszeit war von einer Kontroverse mit dem Parlament um die Staatsausgaben überschattet. Der Gouverneur trat für einen Sparkurs ein, um den Haushalt unter Kontrolle zu halten. Durch die Ausgabenpolitik des Parlaments war der Gouverneur gezwungen, ein Darlehen aufzunehmen, um die Zinsen der ausstehenden Staatsschulden begleichen zu können. Willard war auf der anderen Seite laut seiner Kurzbiografie im „Indiana Historical Bureau“ ein Alkoholiker, der dadurch Gesundheitsprobleme bekam und deshalb nach Minnesota zur Erholung fuhr, wo er dann verstarb. Andere Quellen bezeichnen den Besuch in Minnesota als diplomatische Mission zur Versöhnung der Staaten am Vorabend des Amerikanischen Bürgerkrieges. Auf jeden Fall ist Willard im Oktober 1860 in Saint Paul gestorben; er war noch nicht einmal 40 Jahre alt. Er war mit Caroline C. Cook verheiratet, mit der er drei Kinder hatte. Sein Schwager John Cook war bei John Browns Überfall auf Harpers Ferry beteiligt und wurde dafür gehängt. Willard selbst versuchte ihn zu befreien, aber Cook lehnte ab. Willard zeigte im Vorfeld des Bürgerkrieges Verständnis für die Haltung des Südens und stand damit in Indiana ziemlich allein.